# (You Can't Let the Boy Overpower) The Man in You
(You Can't Let the Boy Overpower) The Man in You is een single van de Amerikaanse soulgroep The Miracles. Het nummer was het eerste nummer van de groep die in 1964 werd uitgebracht, namelijk in februari van dat jaar. Net zoals de overige singles van dat jaar, I Like It Like That, That's What Love Is Made Of en Come On Do the Jerk, verscheen ook (You Can't Let the Boy Overpower) The Man in You niet op een regulier studioalbum. Het nummer werd zelfs als een van de weinige van de eerdere hits van de groep niet uitgebracht op het album Greatest Hits from the Beginning. Dit had ermee te maken dat de single weinig succesvol was. Alhoewel het op de r&b-lijst in de Verenigde Staten de twaalfde positie behaalde, deed (You Can't Let the Boy Overpower) The Man in You het op de poplijst in datzelfde land een stuk slechter. Het had als piek namelijk slechts positie 59 en was daarmee het minst succesvolle nummer van The Miracles sinds Way Over There uit 1960.
Smokey Robinson, de leadzanger van The Miracles, was degene die (You Can't Let the Boy Overpower) The Man in You schreef. Robinson schreef bijna alle nummers voor de groep en meestal deed hij dit met andere leden van de groep of hun vaste gitarist, Marv Tarplin. Het nummer in kwestie schreef hij echter alleen. Daarnaast was hij ook degene die het nummer produceerde. Smokey Robinson produceerde (You Can't Let the Boy Overpower) The Man in You ook, toen het nummer in 1968 opnieuw uitgebracht werd door Chuck Jackson. Jackson was een collega van The Miracles bij Motown, de platenmaatschappij waar beide artiesten een contract hadden. Zijn versie produceerde Robinson echter niet alleen, maar dit deed hij samen met Al Cleveland, die hem rond die tijd ook hielp met het schrijven van nummers als I Second That Emotion en Special Occasion.
Net zoals de versie van The Miracles was ook Chuck Jacksons versie van (You Can't Let the Boy Overpower) The Man in You weinig succesvol in de hitlijsten. Slechts één week stond het in de Billboard Hot 100, met als notering nummer 94. Zijn versie werd overigens wel op album uitgebracht, namelijk op het in 1968 verschenen Chuck Jackson Arrives!. Op dat album stond ook het nummer Girls, Girls, Girls, wat de B-kant was van Jacksons versie van (You Can't Let the Boy Overpower) The Man in You. Ook dit nummer werd geschreven door Smokey Robinson, in samenwerking met Al Cleveland. De B-kant van het origineel van het nummer in kwestie was het nummer Heartbreak Road. Ook dit nummer schreef Smokey Robinson.

## Bezetting van The Miracles
- Leadzang: Smokey Robinson
- Achtergrond: Claudette Robinson, Ronnie White, Warren "Pete" Moore en Bobby Rogers
- Instrumentatie: The Funk Brothers

## Bezetting van Chuck Jackson
- Leadzang: Chuck Jackson
- Instrumentatie: The Funk Brothers
- Productie: Smokey Robinson en Al Cleveland